# Partito Comunista Libico
Il Partito Comunista Libico o Partito Comunista Libiano (PCL; in arabo حزب الشيوعي الليبي) fu un partito politico d'ideologia comunista e marxista-leninista attivo in Libia.
Storicamente, il marxismo ebbe la sua apparizione in Libia tramite intellettuali borghesi libici che avevano studiato all'estero e tramite i marxisti provenienti dall'Italia come Valentino Parlato; questo spiega anche il nome italiano in uso del partito.
Fu istituito immediatamente dopo la fine della seconda guerra mondiale, ma le autorità libiche iniziarono una repressione contro di esso subito dopo la sua fondazione. Nel novembre del 1951, sette leader comunisti furono costretti ad andare in esilio, e il partito fu messo sotto la sorveglianza della polizia. Il suo quartier generale si trovava a Bengasi, e la sua influenza si limitava a un piccolo gruppo situato nella Cirenaica.
I militanti comunisti presero parte a diverse manifestazioni studentesche. Si dissolse nel 1952 quando il governo libico rese illegali tutti i partiti politici.